# Gotham City
Gotham City, o semplicemente Gotham, è una città immaginaria dell'universo in cui sono ambientati i fumetti DC Comics e in cui si svolgono principalmente le avventure del supereroe statunitense Batman.

## Creazione
Quando Finger e Kane presentarono ai lettori di fumetti statunitensi il personaggio di Batman, era evidente che bisognava creare intorno al nuovo personaggio una città che ne fosse la naturale casa. Non volendo utilizzare direttamente New York, venne così creata Gotham City, la più oscura città di tutta l'America. A differenza di Metropolis, città della luce e della tecnologia, Gotham rappresenta quei vicoli bui ed oscuri nei quali si nasconde il crimine, dove la polizia ogni notte si imbatte in un caso di omicidio. A Gotham City, Bruce Wayne, che all'epoca aveva 8 anni, vide i suoi genitori morire in seguito ad una rapina. Fu proprio a causa di quel traumatico evento che giurò che nessun altro avrebbe dovuto soffrire quello che lui aveva sofferto quella notte, preparando così la strada a Batman.

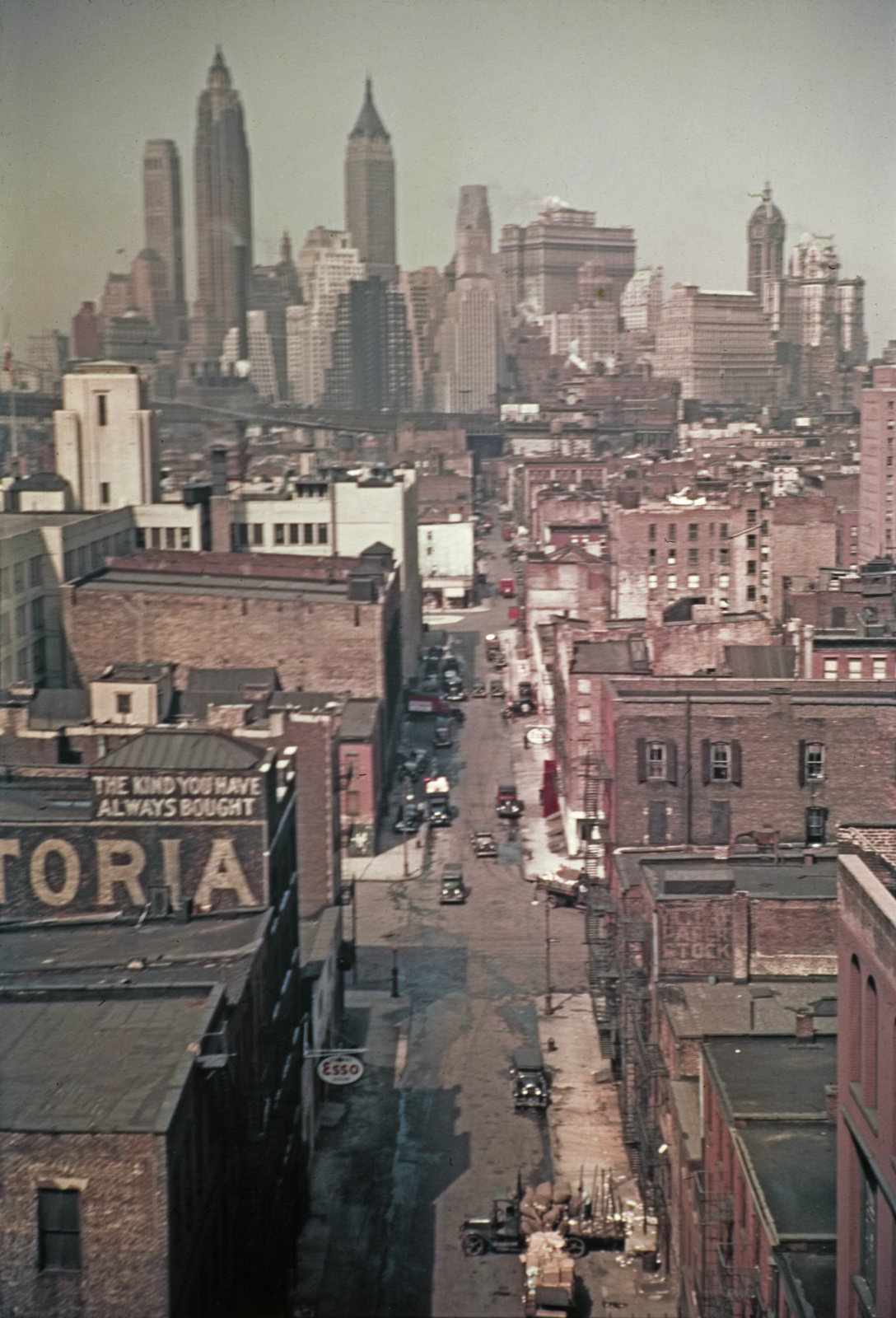
La Manhattan di New York nel 1938. Fotografia Agfacolor. Gotham è il soprannome della New York.

## Geografia
La geografia della città, anche a causa di un terribile terremoto, è sviluppata in gran parte su un'isola, appena fuori dalla costa nord-orientale, abbastanza vicina a Metropolis, New York e Blüdhaven, che prima del sisma faceva parte della stessa Gotham. Il governo degli Stati Uniti l'ha dichiarata Terra di nessuno. Dal fumetto si scopre che dietro la decisione c'è Lex Luthor, che sperava in questo modo di mettere le mani su Gotham.
È collegata al continente grazie al Robert Kane Memorial Bridge a nord, il New Trigate Bridge ad ovest e l'Old Steam Tunnel, che passa al di sotto del Gotham River, uno dei fiumi della città. Il centro, infine, è un tripudio ecologico: oltre al rigoglioso Robinson Park, dove Poison Ivy trovò rifugio in Batman: Terra di nessuno, la città è attraversata dal Finger River, che sfocia nella baia di Miller. Strade e parchi sono poi intitolati ad altri grandi autori di Batman: Dick Sprang, Neal Adams, Dennis O'Neil ed altri ancora.
Il Corpo delle Lanterne Verdi sorveglia, pattuglia e protegge l'intero Universo tranne Gotham. Per entrare in città, le Lanterne devono chiedere il permesso a Batman.

## Storia
(Batman – Omicidio a Villa Wayne)
Prima dell'anno 1609 la nascita di Gotham City è avvolta dal mistero e dal misticismo. Viene raccontato che un mago malvagio è stato sepolto vivo sotto quella che un giorno sarebbe diventata l'isola centrale di Gotham, e questo mago affermò che la sua essenza malvagia si sarebbe infiltrata nel terreno, avvelenando ogni cosa che fosse venuta in contatto con la sua oscurità o qualunque cosa fosse costruita su quel terreno. Egli affermò di aver generato lo spirito moderno di Gotham City e prese il nome di dottor Gotham.
Ancora prima del XVII secolo si conosce l'esistenza di un'antica tribù nativa americana (stabilitasi proprio sul luogo di sepoltura) conosciuta come Miagani. I Miagani abitarono per secoli le isole di Gotham prima delle esplorazioni europee che ancora dovevano attraversare l'Atlantico. La tribù Miagani non esiste più, e c'è molta speculazione riguardo alla loro sorte. Una leggenda suggerisce che uno sciamano di nome Blackfire si fosse presentato da loro, proclamandosi un messaggero santo. In breve tempo però, Blackfire prese il controllo della tribù Miagani e mostrò di essere un tiranno crudele e spietato. Il capo Miagani Paleface chiese a Blackfire di lasciare la tribù, ma lo sciamano colpì Paleface con il suo scettro, uccidendolo. Un altro Miagani si rivoltò contro Blackfire, spingendo la popolazione ad ucciderlo con le loro frecce, e Blackfire venne legato ad un palo in attesa della sua morte, cosa che non avvenne. Così, i Miagani sigillarono Blackfire all'interno di una grotta e fu eretto un totem di fronte alla tomba come un segnale di avvertimento del male che risiedeva all'interno. Alcune fonti citano che lo sciamano Blackfire emerse dalla grotta e usò il suo potere per provocare una piaga in tutto il paese. I Miagani non ebbero altra scelta se non quella di abbandonare le loro case in cerca di terreno fertile. Due giorni dopo la loro partenza, una tribù rivale calò su di loro e li sterminò. Alcune leggende tuttavia, dicono che è stato in realtà lo sciamano Blackfire ad uccidere tutti gli indigeni.
Gotham City fu fondata ufficialmente nel 1635 da Jon Logerquist, come piccolo avamposto della Gran Bretagna nel Nuovo Mondo, e crebbe con il continuare della colonizzazione europea. Sin dai suoi inizi, però, si consolidò la cattiva fama della città, che spesso dà rifugio ai criminali della società.
È pertanto inevitabile che una città come Gotham debba avere un suo eroe, rappresentato proprio da Batman, un oscuro vendicatore che, senza alcuno scrupolo, ferma i criminali. Tutto questo fa parte della storia ufficiale prima dei drammatici eventi di Crisi sulle Terre infinite. A quel punto la storia della città viene riscritta dagli autori: il primo eroe della città diventa, quindi, Alan Scott, la prima Lanterna Verde della Terra. A lui si affianca la bella Dinah Drake Lance, la prima Black Canary, e componente della Justice Society of America, che stabilì per un breve periodo a Gotham il suo quartier generale. Anche grazie a questo, si stabilisce a Gotham Ted Grant, maestro di boxe del giovane Wayne e noto come l'eroe mascherato Wildcat.
Negli anni sessanta comparve per un breve tempo Reaper, spietato vigilante che iniziò ad uccidere i criminali, per poi sparire, lasciando la città indifesa fino all'arrivo di Batman e, con lui, di una estesa famiglia di eroi. Uno dei primi problemi che Batman dovette affrontare fu una lunga indagine contro Carmine Falcone, mafioso di origini italiane detto Il Romano, che già da alcuni anni corrompeva i poliziotti e teneva in pugno la città. L'inizio dell'attività di Batman e soprattutto l'arrivo di James Gordon, che scoprì buona parte dei poliziotti corrotti del dipartimento cittadino, segna il declino del dominio del Romano. I due uomini, alleati con Harvey Dent, procuratore distrettuale, iniziano a raccogliere prove su prove contro la famiglia Falcone, riuscendo lentamente a distruggere la sua rete del potere. A tutto questo si unisce l'attività criminosa di Festa, serial killer che inizia ad uccidere gli uomini di Falcone.
È anche il periodo in cui iniziano a fare le prime apparizioni una serie di bizzarri criminali, il più letale dei quali è il Joker, ma anche lo Spaventapasseri, il Cappellaio Matto, il Pinguino, l'Enigmista. A questa lista si aggiunge anche il procuratore Harvey Dent, che deturpato nel volto da un complotto di Falcone durante un processo ai danni di un suo uomo, diventa il criminale noto come Due Facce.
In una variante del fumetto, Harvey Dent diventa Due Facce dopo la morte di Rachel (sua futura sposa), causata da Joker (assoldato per uccidere Dent e Batman).

### Anni duemila
La città, dopo aver subito l'assalto dei pazzi scappati dall'Arkham Asylum a causa di Bane, dopo essere stata attaccata da una terribile epidemia causata da Ra's al Ghul, che utilizzò la città come cavia per un attacco a livello mondiale, e dopo aver superato un terribile terremoto e la susseguente classificazione a Terra di nessuno, vede oggi una serie di nuovi equilibri. Da un lato il posto di Carmine Falcone è stato preso da Oswald Cobblepot, che abbandonati i panni del Pinguino è il nuovo signore del crimine organizzato.
D'altra parte un nuovo avversario, Hush, si è aggiunto alla lista dei nemici di Batman. Hush è in parte un prodotto della sua follia congenita, ma rientra anche nel piano dell'Enigmista per attaccare l'eroe di Gotham. Gordon è andato in pensione, Selina Kyle è definitivamente passata dalla parte degli eroi, e da Metropolis si è trasferita nel locale dipartimento di polizia Maggie Sawyer. Le loro avventure sono pubblicate su Gotham Central.

## Altri media
- Nel 2013 viene annunciata una nuova serie televisiva statunitense della Fox, intitolata Gotham. Si tratta di un prequel televisivo incentrato sulle origini dei personaggi (sia eroi che criminali) appartenenti all'universo del cavaliere oscuro. Il protagonista è Benjamin McKenzie che interpreta un giovane commissario James "Jim" Gordon, in ascesa nella polizia di Gotham City. L'attore David Mazouz interpreta Bruce Wayne, rimasto da poco orfano.
- Gotham City appare anche nelle serie televisive animate come Batman, Batman - Cavaliere della notte, Batman of the Future, The Batman e Batman: The Brave and the Bold.
- La città fa da scenario alle storie dei videogiochi Batman: Arkham City, Batman: Arkham Origins, Batman: Arkham Knight e Gotham Knights.
  - In Batman: Arkham City, l'antagonista Hugo Strange ha convinto il municipio a chiudere una parte di Gotham con alte mura per farne un carcere; la sezione usata comprende la parte più vecchia della città, sviluppatasi su un'isola, e comprende un'area a forte incidenza criminale con edifici come l'Iceberg Lounge (locale di proprietà del Pinguino), il vecchio commissariato ora in disuso, il Museo, le rovine del tribunale Solomon Wayne, la vecchia acciaieria Sionis, e perfino il Monarch Theatre (il cinema vicino al quale furono uccisi i coniugi Wayne); la parte ad est è parzialmente sommersa a causa di un terremoto.
  - In Batman: Arkham Origins, la mappa è raddoppiata; viene aggiunta una seconda isola posta a sud della prima; le due sono collegate dal Pioneers Bridge; a Sud si trovano il Royal Hotel, il commissariato, le Lacey Towers ed altre location; a nord, ancorata al porto c'è la nave Final Offer (esplorabile); in aggiunta, sono visitabili anche la batcaverna e il carcere di Blackgate, che però sono distaccati dalla città vera e propria; il DLC Freddo, gelido cuore ambienta l'inizio della storia nei livelli superiori di villa Wayne e poi nella GothCorp, ditta di proprietà di Ferris Boyle.
  - In Batman: Arkham Knight, la mappa è stata completamente rivista; il territorio, che gli sviluppatori hanno dichiarato essere 5 volte più grande della versione vista in Arkham City, è suddiviso tra 3 isole (Founders, Miagani e Bleake); i ponti che collegano le tre parti alla terraferma sono chiusi per esigenze di trama, e lo stesso vale per quello che conduce alla parte vecchia di Gotham (vista nei due giochi precedenti), che si intravede in lontananza; fa eccezione il ponte che porta alla Ace Chemicals; è visitabile anche una piccola isoletta nella baia; il DLC Una questione di famiglia è ambientato in un parco divertimenti abbandonato, costruito sulla costa, a cui si accede tramite teleferica. Nella trama principale compare anche il manicomio Arkham, ma non può essere visitato o giocato, poiché si tratta solo di un filmato. Tra le location visitabili, c'è anche la Wayne Tower, a cui si accede anche tramite un parcheggio sotterraneo collegato tramite alcune strade interrate che scorrono sotto Miagani Island; altre strade sotto la superficie sono presenti anche a Bleake Island e Founders Island; un'altra è la torre dell'orologio che fa da rifugio e base per Barbara Gordon/Oracolo, e i Panessa Studios dove Batman conduce esperimenti su quattro persone infettate da Joker all'epoca di Arkham City. Il DLC dedicato a Mr. Freeze introduce una nave nella baia, circondata da ghiaccio grazie alla tecnologia dello scienziato, su cui il giocatore può guidare la batmobile. Nei cieli di Gotham ci sono due dirigibili, che contengono le sezioni del carcere Iron Heights; il posto ospita anche un laboratorio delle Stagg Industries, dove Simon Stagg ha fatto fare esperimenti su Killer Croc. nel distretto finanziario di Gotham, compaiono le filiali della Lex Corp e della Queen Consolidated.
- La città di Chicago è servita come rappresentazione di Gotham nei film della trilogia del cavaliere oscuro, diretti da Christopher Nolan; le riprese del ponte in Il cavaliere oscuro - Il ritorno sono invece state girate a New York.